# Kasteel van Marbeaumont
Het Kasteel van Marbeaumont (Frans: Château de Marbeaumont) is een kasteel in de Franse gemeente Bar-le-Duc. Het kasteel is een beschermd historisch monument sinds 1980.
Het kasteel werd gebouwd tussen 1903 en 1905 in opdracht van bankier Paul Varin-Bernier. Het gebouw werd ontworpen door Jules Renard. Een restauratie vond plaats in 1975.
Het kasteel is eigendom van de gemeente.